# 希安·希利
希安·希利（英語：Cian Healy；1987年10月7日—）是一位愛爾蘭橄欖球運動員。他是愛爾蘭國家橄欖球隊的一員，代表愛爾蘭參加了2015年世界盃橄欖球賽。